# Ходжаев, Файзулла Губайдуллаевич
Файзулла Губайдуллаевич Ходжаев (узб. Fayzulloh Gubaydulloh oʻgʻli Xoʻjayev / Файзуллоҳ Губайдуллоҳ ўғли Хўжаев, 1 июня 1896 — 15 марта 1938) — советский партийный и государственный деятель, председатель Совета Народных Комиссаров Узбекской ССР (1924—1937).

## Биография
Родился в Бухаре в семье узбекского купца Убайдуллы Ходжаева, скончавшегося в 1912 году по пути в Мекку.
В возрасте 11 лет, в 1907 году, был отвезен отцом на учёбу в Санкт-Петербург. В 1913 году примкнул к джадидскому движению. В 1916—1920 годах являлся одним из лидеров младобухарской партии (с 1917 — член нелегального ЦК), выступившей против монархического режима в эмирате. Был одним из организаторов демонстрации в поддержку «Манифеста» эмира Алим-хана с объявлением демократических реформ, после её разгона бежал из Старой Бухары, работал в Новой Бухаре и в Ташкенте. Одним из его ближайших друзей и сподвижников в партии младобухарцев был поэт и историк А. Фитрат.
В начале Октябрьской революции в России в качестве представителя Революционного комитета участвовал в «Колесовских событиях» — выступлении против эмира Бухары. После поражения выступления бежал в Туркестан, приговорён эмирским правительством к смертной казни.
По дороге в Москву арестован правительством атамана Дутова, заключён в Оренбургскую тюрьму. По освобождении работал в Москве.
В конце 1919 года приехал в Ташкент, где организовал бюро младобухарцев-революционеров. Являлся редактором газеты «Учкун», устанавливал связи с революционным подпольем в Бухаре, снабжал его революционной литературой.

## На вершине власти
С помощью советских войск младобухарцы добились свержения эмира в ходе вооружённого Чарджуйского восстания 20 сентября 1920 года. Незадолго до этих событий 24-летний Ходжаев был назначен председателем революционного комитета, а в сентябре 1920 году вступил в РКП(б). Возглавлял правительство Бухарской Народной Советской Республики в качестве Председателя Совета народных назиров (сентябрь 1920 — декабрь 1924) до момента её вхождения в состав Узбекской ССР, участвовал в разгроме повстанческих отрядов в Узбекистане. С 1922 года — член Среднеазиатского бюро ЦК ВКП(б).
С образованием Узбекской ССР назначен председателем Ревкома УзССР, а 17 февраля 1925 года постановлением I Учредительного съезда Советов УзССР утверждён Председателем Совета народных комиссаров Узбекской ССР и членом президиума ЦИК УзССР. Первая сессия ЦИК СССР третьего созыва избрала (21 мая 1925 года) его одним из Председателей ЦИК СССР.
В 1920-30-е годы являлся одним из руководителей Узбекской ССР и узбекских коммунистов, но не избирался в высшие партийные органы ВКП(б), а также не был членом ЦК партии.
9 ноября 1934 г. согласно постановлению Политбюро ЦК ВКП(б) Ходжаев вошёл в состав Политкомиссии ЦК для «борьбы с байско-кулацким сопротивлением» (другими членами комиссии были Куйбышев и Икрамов).

## Мировоззрение
Ходжаев делал ставку на «прогрессивные элементы» и «прогрессивные силы», которые способствуют развитию общества. Одной из таких сил он считал джадидов. Опорой джадидов были мелкобуржуазные слои города (студенты, мелкие лавочники и чиновники). Тем не менее отрыв этих элементов от дехканского народа превращал их во «фрондирующих интеллигентов». Наличие значительного пролетариата в Средней Азии он отрицал. Препятствием для развития Ходжаев считал «эмирский деспотизм», который опирался на дворцовую канцелярию и чиновничество, а следствием этого являлось взяточничество. Элементы феодализма он видел в мульке (наделах за службу). Ходжаев предлагал следующее:
- Восток — это «мертвое тело», которое нужно оживить новыми идеями и революционной практикой;
- Все ценности старого Востока надо уничтожить, чтобы внедрить наработки Запада;
- Образцом являются русская и турецкая революции.

## Конец
После VII съезда КП(б) Узбекской ССР был освобождён (17 июня 1937 года) от всех государственных и партийных должностей, исключён из ВКП(б) и арестован в Ташкенте 9 июля 1937 года. На допросах подвергался пыткам и избиениям.
В марте 1938 года оказался одним из обвиняемых на Третьем Московском процессе вместе с Н. И. Бухариным, А. И. Рыковым и другими видными советскими коммунистами. Был признан виновным в организации троцкистского заговора, направленного на свержение советской власти в Узбекистане, а также в шпионаже в пользу Германии, Японии, Польши и США и приговорен к высшей мере наказания 13 марта 1938 года. Расстрелян на полигоне «Коммунарка» 15 марта 1938 года.
В 1965 году полностью реабилитирован и восстановлен в партии.

## Награды
- Орден Красного Знамени (1920 и 1922)
- Орден Красной Звезды I степени Бухарской НСР
- Орден Ленина

## Труды
- Трёхтомное собрание избранных сочинений Ф. Г. Ходжаева было опубликовано в 1970 году.

## Память
- на средства Ф. Г. Ходжаева была построена Республиканская больница в Самарканде, где в 1960-е годы ему был поставлен памятник.
- дом-музей Ф. Г. Ходжаева в Бухаре
- в советское время ряд улиц Самарканда, Бухары, Вабкента, Ташкента были названы именем Ф. Г. Ходжаева.